# Король, Александр Михайлович
Александр Михайлович Король (7 января 1967, Минск, СССР) — советский и российский футболист, полузащитник и нападающий.

## Карьера
В футбол начал играть в Минске. Профессиональную карьеру начал в 22 года в состав «Спартака» Йошкар-Ола. В российских первенствах некоторое время выступал в первом дивизионе. В 1996 году провел один сезон за клуб казахской высшей лиги «Актобемунай».
Играл в команде «Диана» Волжск. Затем вместе с Александром Цилюриком выступал за ряд российских коллективов второго дивизиона: «Светотехника» Саранск, «Спартак-Телеком» Шуя, «Спартак» Йошкар-Ола.
Завершил профессиональную карьеру в 37 лет. После этого в течение нескольких лет играл на первенстве республики Марий Эл. В 2009 году журналисты и тренеры признали 42-летнего Короля лучшим футболистом года в республике. За победу в конкурсе ему был вручен специальный приз «Золотой Гордей».